# Stefania Craxi
Stefania Gabriella Anastasia Craxi (ur. 25 października 1960 w Mediolanie) – włoska polityk, parlamentarzystka i podsekretarz stanu w resorcie spraw zagranicznych.

## Życiorys
Absolwentka szkoły średniej. Przez lata zajmowała się działalnością biznesową jako producentka programów telewizyjnych. Później zaangażowała się także w politykę w ramach centroprawicowej partii Forza Italia Silvia Berlusconiego. W 2004 została przewodniczącą nowej frakcji w tym ugrupowaniu pod nazwą Giovane Italia, skupiającej dawnych działaczy Włoskiej Partii Socjalistycznej.
W wyborach parlamentarnych w 2006 i 2008 uzyskiwała mandat posłanki do Izby Deputowanych XV i XVI kadencji. Za pierwszym razem wybrano ją z listy FI, dwa lata później z ramienia federacyjnego Ludu Wolności. 12 maja 2008 została powołana na stanowisko podsekretarza stanu w Ministerstwie Spraw Zagranicznych w czwartym rządzie Silvia Berlusconiego. Funkcję tę pełniła do 16 listopada 2011. W tym samym roku opuściła PdL i powołała własne ugrupowanie pod nazwą Riformisti Italiani. Dołączyła później do reaktywowanej Forza Italia. W 2018 jako kandydatka centroprawicy została wybrana w skład Senatu XVIII kadencji (reelekcja na XIX kadencję w 2022).

## Życie prywatne
Jest córką Bettina Craxiego, premiera i lidera Włoskiej Partii Socjalistycznej, który stał się symbolem afer korupcyjnych z pierwszej połowy lat 90. (tzw. Tangentopoli). Po jego śmierci w 2000 założyła fundację jego imienia, w której objęła funkcję honorowej przewodniczącej. W działalność polityczną zaangażował się również jej brat Bobo Craxi, sprawujący mandat poselski i zajmujący stanowisko podsekretarza stanu w rządzie Romano Prodiego.